# Гедике, Фридрих
Фридрих Гедике (нем. Friedrich Gedike; 15 января 1754, Карштедт (Пригниц) — 2 мая 1803, Берлин) — немецкий богослов, педагог, реформатор эпохи позднего Просвещения. Доктор наук.

## Биография
Фридрих Гедике родился 15 января 1754 года в Карштедте в семье теологов. Отец — Фридрих Гедике Старший был проповедником. Мать — Катарина Элеоноре Зегер. Дед Ламберт Гедике служил полковым прусским священником. Младший брат Людвиг Гедике служил директором в городской школе в Лейпциге. Среди видных наставников и патронов Фридриха Гедике был Готтхельф Самуэль Штайнбарт (1738—1809), протестантский теолог и педагог.
Фридрих Гедике получил образование в Бранденбургском университе (Alma Mater Viadrina), изначально заложенном во Франкфурте-на-Одере; там он изучал теологию и древние языки.
В своё время, особенно в Пруссии, Гедике пользовался большим влиянием благодаря произведенным им преобразованиям в устройстве гимназий. Его книги для чтения и хрестоматии были лучшими в своем роде и выдержали много изданий.
Состоял в переписке с Карлом Филиппом Морицем.
Фридрих Гедике умер 2 мая 1803 года в городе Берлине.
Его дочь Розали (нем. Rosalie Gedike) была замужем за литератором и шекспироведом Францем Кристофом Хорном.

## Избранные публикации
- Aristoteles und Basedow. 1779.
- Schulschriften, в 2-х томах, 1789 и 1795.
- Vermischte Schriften. 1801.